# Les Bains Douches 18 December 1979
Les Bains Douches 18 December 1979 — концертный альбом британской рок-группы Joy Division, записанный во время выступления в парижском клубе «Les Bains Douches» 18 декабря 1979 и выпущенный в 2001 году. Дополнительные песни взяты с двух других концертов.
Оформление сделано Питером Сэвиллом. Буклет к диску содержит в себе реплику оригинального постера к выступлению.

## Список композиций
Авторы музыки и текстов всех песен — Йен Кёртис, Бернард Самнер, Питер Хук, Стивен Моррис.
| №   | Название                  | Длительность |
| --- | ------------------------- | ------------ |
| 1.  | «Disorder»                | 3:21         |
| 2.  | «Love Will Tear Us Apart» | 3:17         |
| 3.  | «Insight»                 | 3:25         |
| 4.  | «Shadowplay»              | 3:46         |
| 5.  | «Transmission»            | 3:19         |
| 6.  | «Day of the Lords»        | 4:39         |
| 7.  | «Twenty Four Hours»       | 4:12         |
| 8.  | «These Days»              | 3:42         |
| 9.  | «A Means to an End»       | 4:17         |
| 10. | «Passover»                | 2:18         |
| 11. | «New Dawn Fades»          | 4:40         |
| 12. | «Atrocity Exhibition»     | 6:56         |
| 13. | «Digital»                 | 3:39         |
| 14. | «Dead Souls»              | 4:46         |
| 15. | «Autosuggestion»          | 4:13         |
| 16. | «Atmosphere»              | 4:47         |

- Композиции 1-9 записаны в клубе Les Bains Douches, Париж, 18 декабря 1979.
- Композиции 10-12 записаны в клубе Paradiso, Амстердам, Нидерланды, 11 января 1980.
- Композиции 13-16 записаны в клубе Effenaar, Эйндховен, Нидерланды, 18 января 1980.